# مسجد التوبة (طرابلس)
جامع التوبة مسجد يقع في طرابلس بلبنان. يشبه في بنائه بناء المسجد المنصوري الكبير. ويقع على الضفة اليسرى لنهر أبو علي حيث الجسر الجديد في محلّة الدباغة بالقرب من خان العسكر. عرّضه موقعه لأضرار بالغة أثناء فيضانات نهر أبي علي التي حدثت في طرابلس مرات عديدة، جُدّد إبّان العهد العثماني على يد الأمير ”حسين بن يوسف سيفا“.
يعود تاريخ بنائه إلى القرن الرابع عشر الميلادي ،ومن المرجّح أنّه بني بأمر من سلطان المماليك الناصر محمد بن قلاوون ،وبذلك يكون الجامع الثاني الذي أمر ببنائه السلطان الناصر بعد الجامع الكبير.

## سبب التسمية
سُمي بالجامع "التوبة" نسبة إلى رواية شائعة تفيد بأن الشخص الذي أوكل إليه بناء الجامع الكبير اختلس جزءًا من أموال المشروع، مما أدى إلى أن يأتي الجامع خاليًا من الزخرفة. وعندما اكتشف أمره، تعهد أمام السلطان ببناء جامع آخر، فأنشأ هذا الجامع الذي أصبح يعرف بـ"جامع التوبة". وقد جاء هذا الجامع مشابهًا للجامع الكبير في تصميمه، حيث لا توجد فيه علامات فارقة سوى مئذنته السداسية الشكل المبنية من الحجارة الرملية، وقبابه الثلاث المطلية باللون الأخضر.

## من الداخل
داخل الجامع، وعلى الجدار المقابل للباب الشرقي الرئيسي، توجد لوحة تحمل نقشًا يتضمن مرسومًا بإبطال بعض المظالم التي كانت قد وقعت على أهالي طرابلس. وهذا المرسوم هو نفس المرسوم المنقوش فوق الباب المؤدي إلى حرم الجامع المنصوري الكبير، والذي أصدره السلطان الملك المؤيد الشيخ المحمودي في عام 718 هـ.
وفي أعلى واجهة الرواق الغربي، توجد ساعة شمسية مشابهة لتلك التي توجد على واجهة الرواق الشمالي في الجامع الكبير. كما توجد على يسار الداخل من الباب الشمالي لوحة برونزية نقش عليها بالخط النسخي العثماني، وتؤرخ لفيضان النهر الذي أصاب الجامع في سنة 1021 هـ، في أيام ولاية الأمير حسين بن يوسف سيفا.

## تاريخ مع الفيضانات
نظرًا لموقع الجامع القريب من نهر أبو علي، تعرض لعدة فيضانات عبر التاريخ. ويُعتقد أن أول هذه الفيضانات وقع في عام 745 هـ.
من بين الفيضانات التي تم توثيقها في التاريخ، وقع فيضان كبير في عام 909 هـ (1503 م)، حيث فاض النهر ودمر المساكن والمحلات التجارية، وكان السيل قد اجتاح مناطق واسعة من بلاد الشام. تذكر الوثائق التاريخية أن الأمطار استمرت لمدة 27 يومًا، منها خمسة أيام بلا ليالٍ، حيث "لم يُرَ فيها شمس ولا قمر"، مما أدى إلى زيادة هائلة في مستوى الأنهار.
وفي عام 1162 هـ (1749 م)، فاض نهر طرابلس مرة أخرى، مسببًا دمارًا في البيوت ومقتل العديد من الأشخاص. في العصر الحديث، شهدت طرابلس كارثة فيضان في نهاية عام 1955، وتحديدًا مساء 17 ديسمبر، حيث لقي العديد من الأشخاص حتفهم ودخلت المياه إلى "جامع التوبة" وغمرته.